# محاصره کیسو فوکوشیما
محاصره کیسو فوکوشیما (انگلیسی: Siege of Kiso Fukushima) یک محاصره توسط تاکدا شینگن در قلعه فوکوشیما (ولایت شینانو)، در دره رود کیسو ولایت شینانو بود. این یکی از نبردهای بسیاری بود که در طول مبارزات شینگن برای به دست گرفتن کنترل شینانو انجام شد.